# Alliance (Nebraska)
Alliance é uma cidade localizada no estado americano de Nebraska, no Condado de Box Butte.

## Demografia
Segundo o censo americano de 2000, a sua população era de 8959 habitantes. 
Em 2006, foi estimada uma população de 8155, um decréscimo de 804 (-9.0%).

## Geografia
De acordo com o United States Census Bureau, a localidade tem uma área de 12,3 km², sem área coberta por água.

## Localidades na vizinhança
O diagrama seguinte representa as localidades num raio de 56 km ao redor de Alliance. 